# Verchneviljujsk
Verchneviljujsk (in lingua russa Верхневилюйск, in sacha Үөһээ Бүлүү), è un villaggio di 6 283 abitanti situato nella Sacha-Jacuzia, in Russia. Si trova sulla sponda destra del fiume Viljuj (affluente di sinistra della Lena), 500 km circa a ovest-nord-ovest di Jakutsk. Verchneviljujsk è il centro amministrativo del Verchneviljujskij ulus.
La località è servita da un aeroporto (codice ICAO UENI; IATA VHV)  e si trova sulla strada "A331 Viljuj" (nella sezione Mirnyj-Jakutsk) che in quel punto attraversa il fiume Viljuj, d'estate con un servizio di traghetti e d'inverno direttamente sul fiume gelato.

## Storia
Il primo insediamento di esploratori risale al 1637, la formazione di un villaggio avviene solo intorno nel 1780, nel 1875 diventa un'unità amministrativa indipendente, poi centro amministrativo dell'ulus nel 1935.